# Svarthalsad trana
Svarthalsad trana (Grus nigricollis) är en medelstor fåtalig asiatisk trana. Den häckar huvudsakligen på tibetanska högplatån och övervintrar i Kina, Bhutan och Indien. Arten minskade tidigare i antal, men beståndet har stabiliserats.

## Utseende och läte

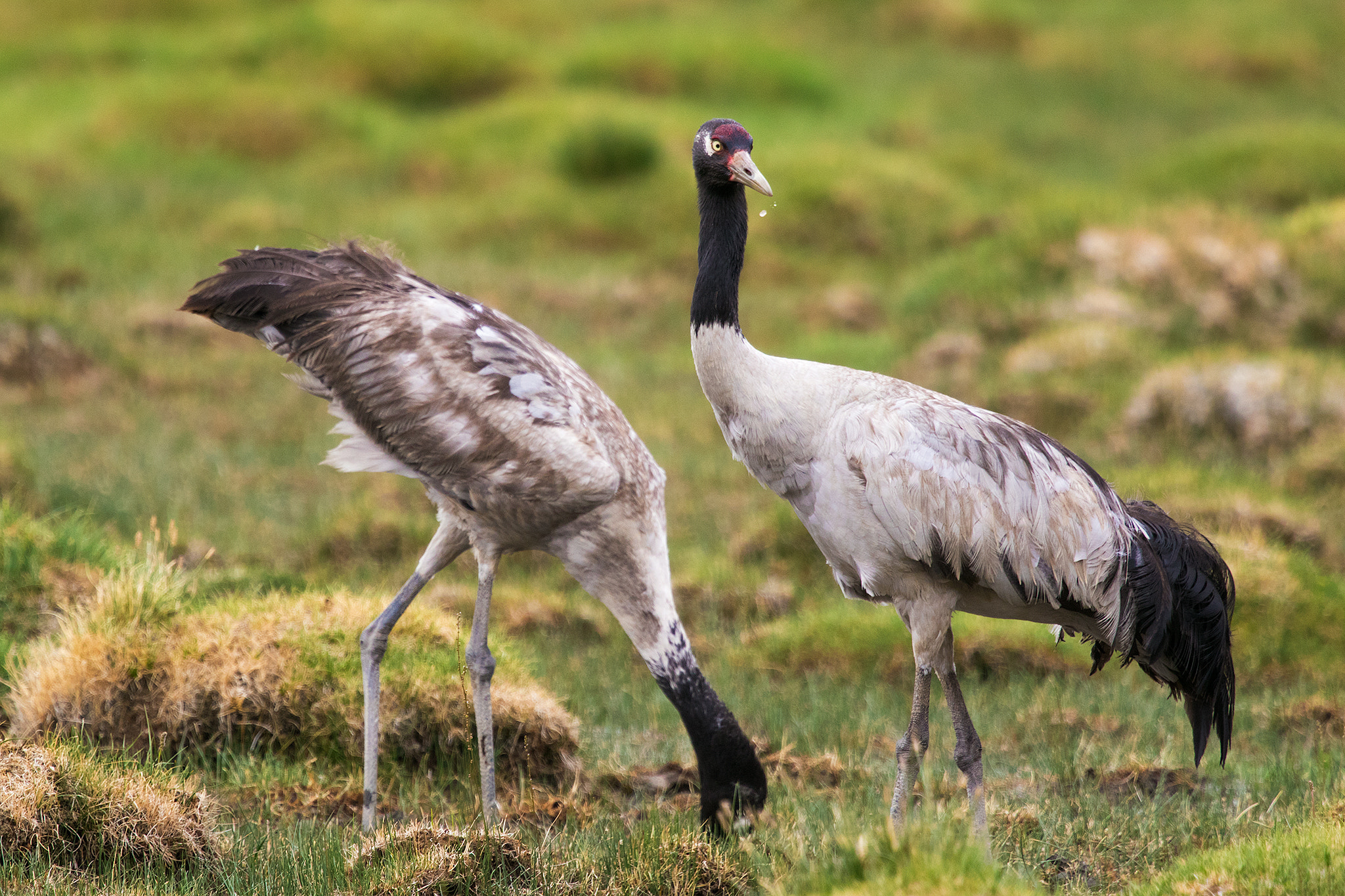

Svarthalsad trana mäter ungefär 139 cm, med ett vingspann på cirka 235 cm och en vikt på 5,5 kg. Den är vitaktigt grå, med svart huvud, ben och vingpennor, och övre delen av halsen är också svart. Den har en röd fläck i panna och en vit fläck bakom ögat. Näbben är kraftig och gulgrå. Könen är lika. Lätet är ljust och genomträngande.

## Utbredning
Svarthalsad trana är en flyttfågel som förekommer i Pakistan, Kina, Indiska Himalayaregionen och Bhutan. Den häckar på den tibetanska högplatån, med en liten häckningspopulation i närliggande Ladakh och Kashmir. Den har sex övervintringsområden. Merparten övervintrar i lägre regioner av Kina, speciellt vid sjön Caohai, men även i Bhutan och nordöstra Indien. Den har tidigare förekommit i Vietnam, men är numera utgången där. Tillfälligt har den påträffats i Nepal.

## Systematik
Arten är närmast släkt med munktranan (Grus monacha) och de två tillsammans är systergrupp till trana (Grus grus). Den behandlas som monotypisk, det vill säga att den inte delas in i några underarter.

## Levnadssätt
Fågeln häckar på höglänta myrar och flodnära våtmarker på mellan 2 600 och 4 900 meters höjd. Den föredrar att häcka i stora vattenområden vid ett djup på 30 cm, troligen för att undvika bopredatorer. Vintertid håller den till i floddalar och utmed strandlinjen på vattenreservoarer i närheten av korn- och vetefält. Födan består av rötter, rotknölar, insekter, sniglar, fisk, räkor, grodor, småfåglar och gnagare.

## Status och hot
Svarthalsad trana har en mycket liten världspopulation på uppskattningsvis 6 600–6 800 vuxna individer. Den har  länge minskat i antal på grund av omvandling av våtmarker och förändrade jordbruksmetoder, både på häckplatsen och i övervintringsområdena. Internationella naturvårdsunionen IUCN listade den därför fram tills nyligen som utrotningshotad, i kategorin sårbar. På sistone verkar dock populationen har ökat eller åtminstone stabiliserats, varför den 2020 nedgraderades till hotkategorin nära hotad.

## Namn
Svarthalsade tranans vetenskapliga artnamn nigricollis betyder just "svarthalsad".